# Бюрґеншток

Траса фунікулера на Бюрґенштоці. Аеросвітлина з висоти 1900 м 1919 року

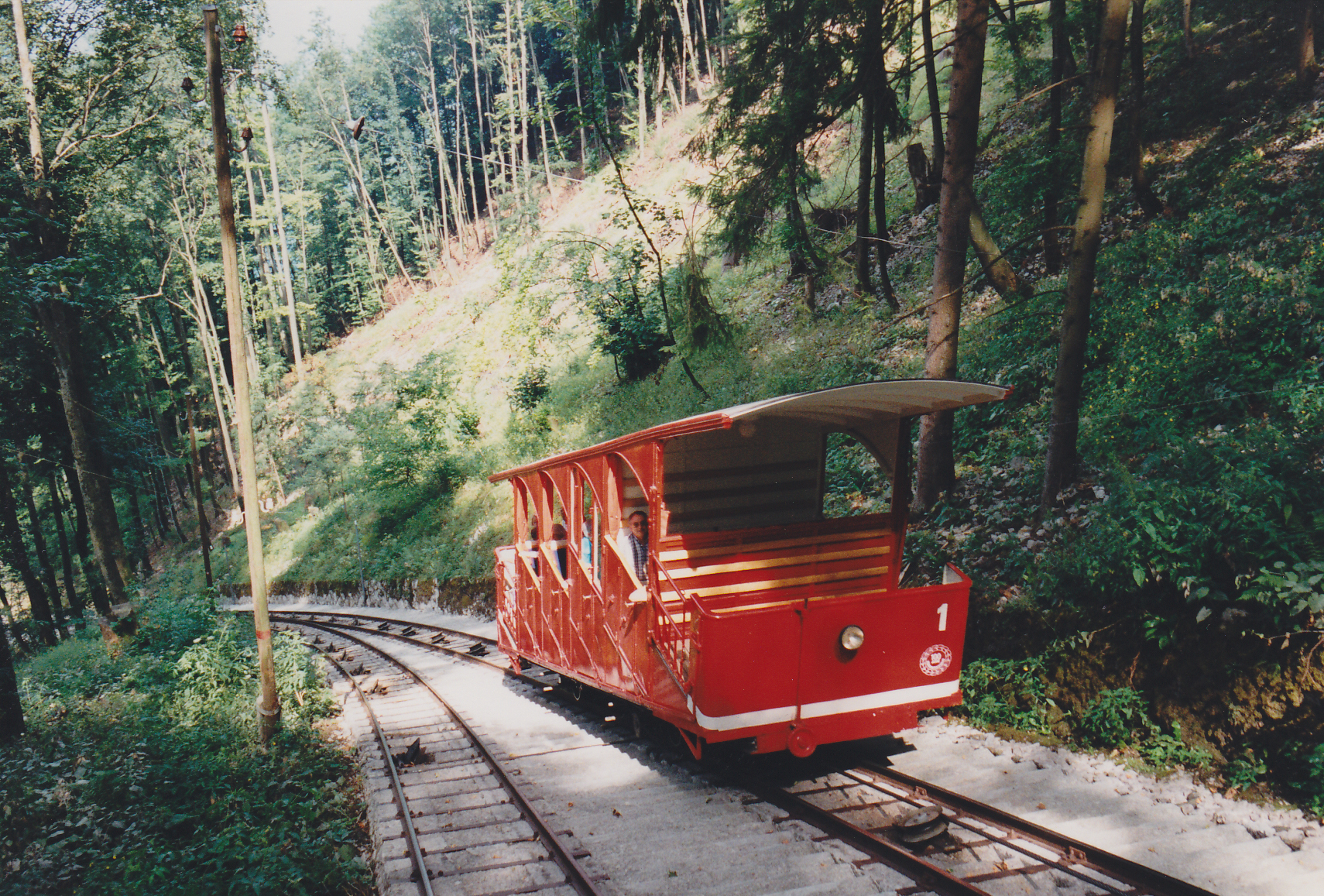
Бюрґенштоцький фунікулер. 1990

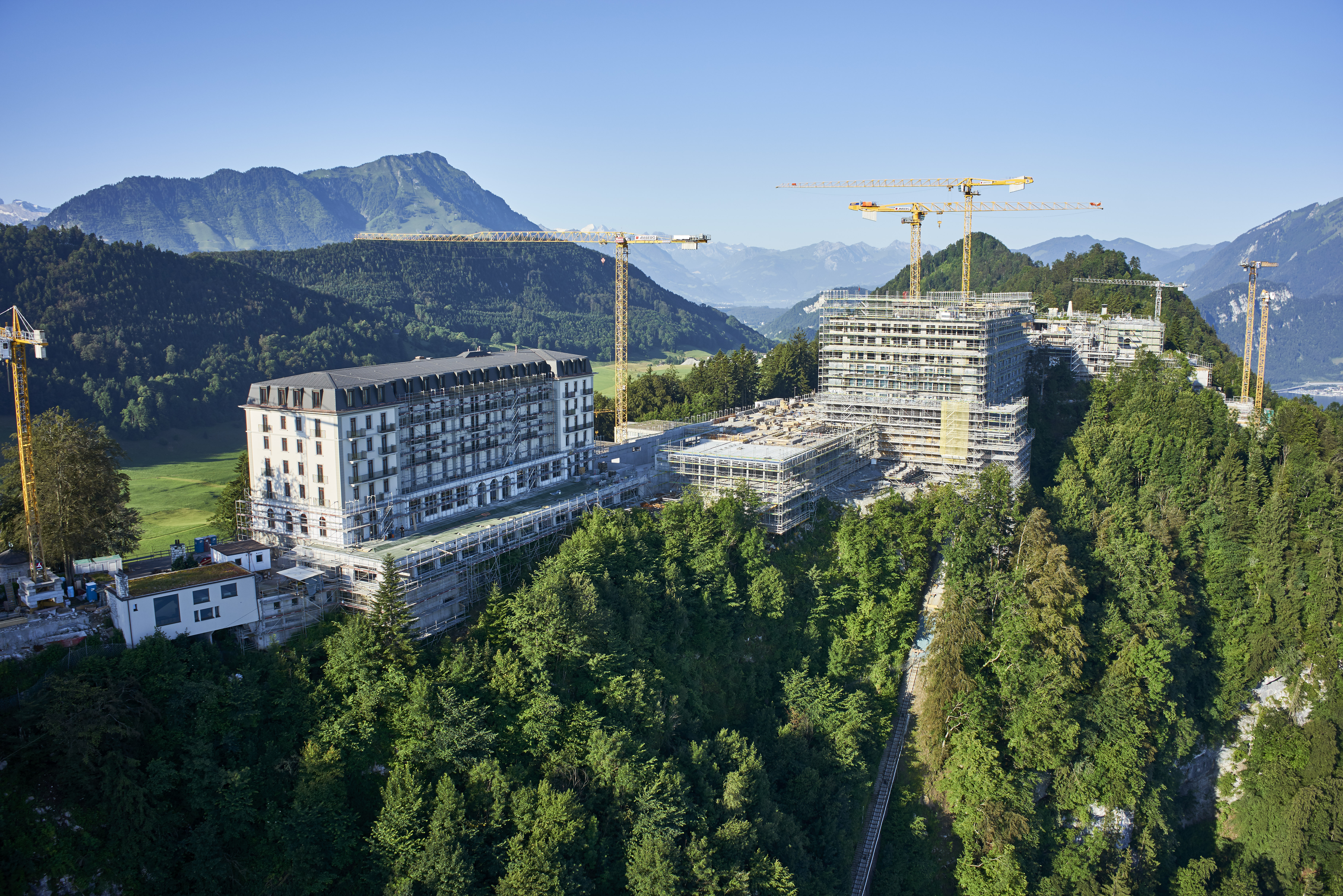
Готельний комплекс Бюрґеншток у ранковому світлі. 2016

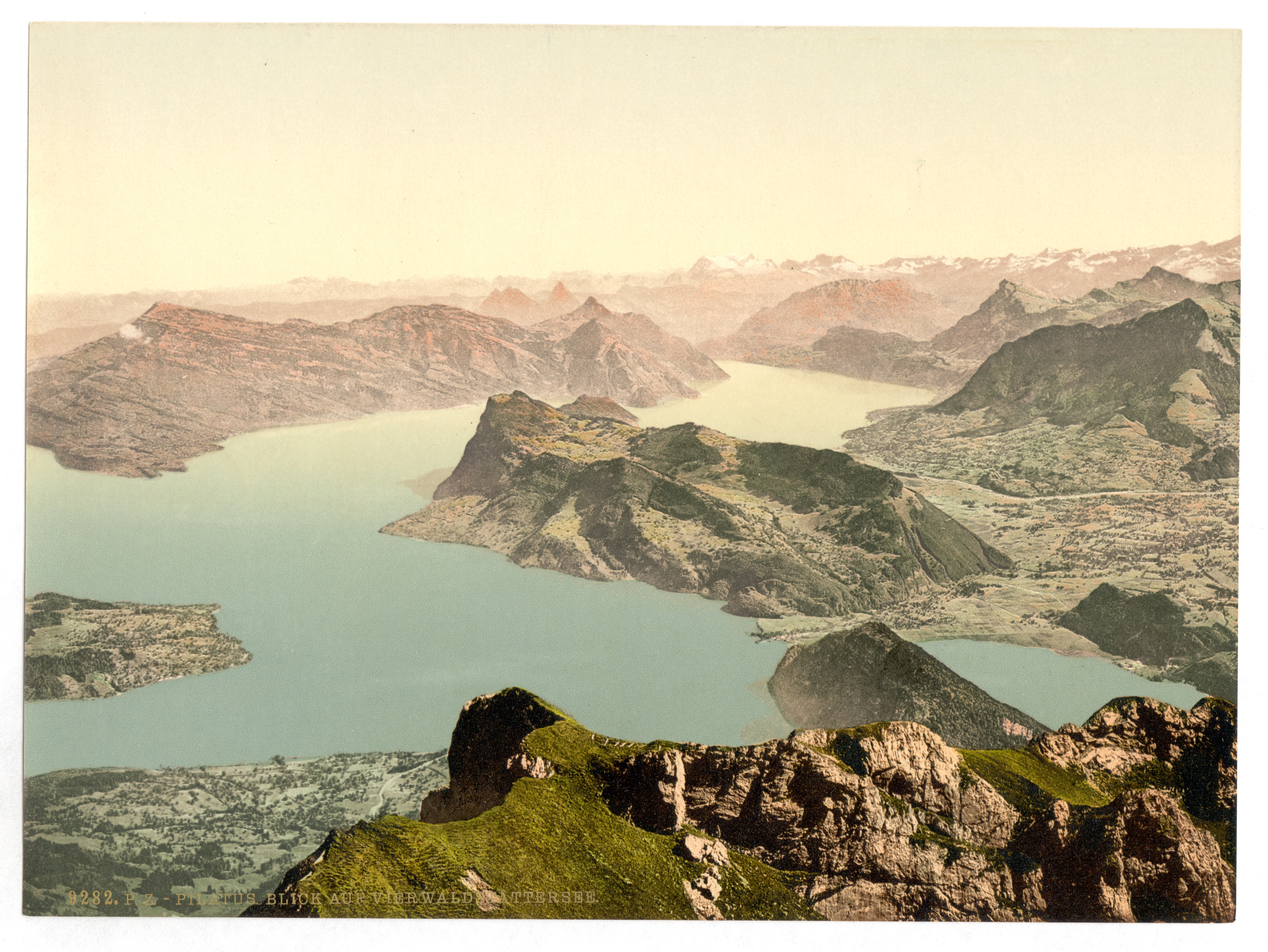
Вигляд гірського хребта Бюрґеншток з гори Пілатус

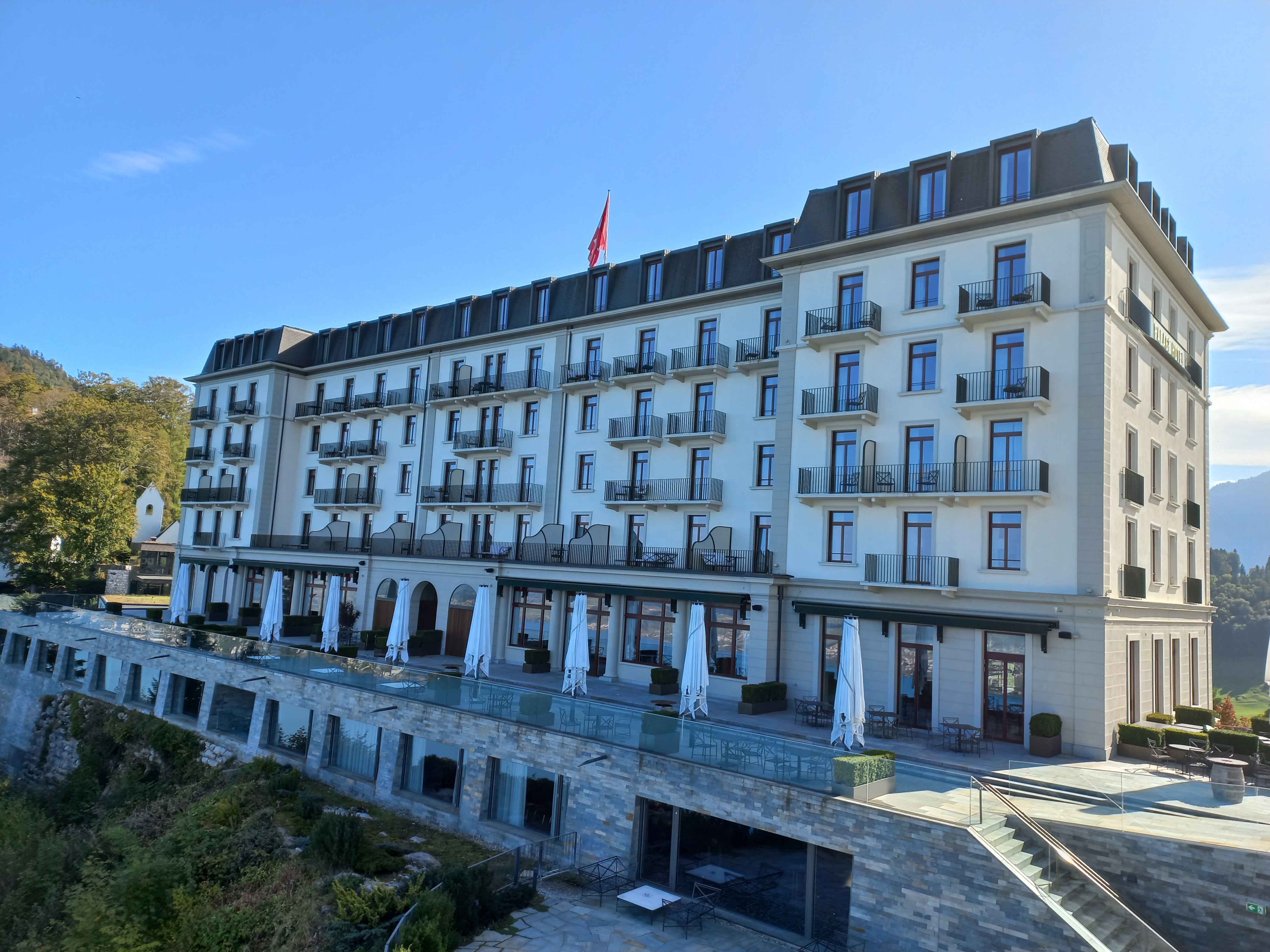
Готельний комплекс на горі Бюрґеншток

Бюрґеншток (нім. Bürgenstock) — гора в центральній Швейцарії, висотою 1127,8 м над рівнем моря в Урійських Альпах, яка з трьох сторін оточена Люцернським озером (434 м над рівнем моря) у німецькомовному напівкантоні Нідвальден.

## Історія
Ще з 1872 року, коли на Бюрґенштоці побудували кілька розкішних готелів, а також конференц-центр, гора стала місцем відпочинку і проведення міжнародних зустрічей. Відкриття фунікулера в 1888 році ще більше збільшило її популярність. Тепер спа-центр складається з кількох готелів, які є популярним місцем, особливо для багатих і відомих особистостей.
У 2004 році там відбувалися переговори між грецькими й турецькими кіпріотами про членство в Європейському Союзі.
15-16 червня 2024 року на швейцарському курорті Бюрґеншток запланована міжнародна зустріч на рівні лідерів країн — Глобальний саміт миру (англ. Global Peace Summit), яку готує Україна та Швейцарія.

## Географія
Бюрґеншток — це гірський хребет довжиною 10 км, оточений Люцернським озером з трьох сторін: півночі, сходу та південного сходу. Північний схил дуже круто спадає до озера. Під південним схилом лежить муніципалітет Еннетбюрген. Біля західного кінця лежить Штансштад. Гора значною мірою належить до муніципалітету Еннетбюрген у кантоні Нідвальден. Західна частина належить до муніципалітету Штансштад. Частина північного крутого спуску до озера є ексклавом міста Люцерн (ексклав Бюрґеншток).

## Галерея
|                                                                              |
| У центрі, Бюрґеншток на Люцернському озері, нижче муніципалітет Фіцнау. 2007 |

|                                                                                              |
| Гори Пілатус (2128 м над р. м.) і Бюрґеншток (1128 м над р. м.) над Люцернським озером. 2023 |

|                                                     |
| Бюрґеншток на Люцернському озері з вершини Пілатуса |

|                                            |
| Вигляд Бюрґенштоку зі сторони Фіцнау. 2017 |

|                                                                     |
| Краєвид з гори Ріґі, ліворуч гора Бюрґеншток, посередині гора Пілат |

|                             |
| Панорама Еннетбюргена. 1968 |